# Dumbeana
Dumbeana is een geslacht van eenoogkreeftjes uit de familie van de Anchimolgidae. De wetenschappelijke naam van het geslacht is voor het eerst geldig gepubliceerd in 1996 door Humes.

## Soorten
- Dumbeana undulatipes Humes, 1996